# Parafia św. Grzegorza Palamasa i św. Atali w Strasburgu
Parafia św. Grzegorza Palamasa i św. Atali – parafia w eparchii chersoneskiej Rosyjskiego Kościoła Prawosławnego w Strasburgu. Jest to parafia etnicznie rosyjska. 